# Dôme de Vredefort
Pour les articles homonymes, voir Vredefort (homonymie).
Le dôme de Vredefort (en anglais : Vredefort crater) est le plus grand cratère d'impact connu sur Terre. Il est situé sur le territoire de la province de l'État-Libre, en Afrique du Sud. La ville de Vredefort a été construite à l'intérieur même du cratère. Le site est également connu sous le nom de « cratère de Vredefort » ou encore « site de l'impact de Vredefort ». En 2005, le dôme de Vredefort a été inscrit sur la liste du patrimoine mondial de l'UNESCO pour son aspect paysager et son intérêt scientifique.

## Formation et structure

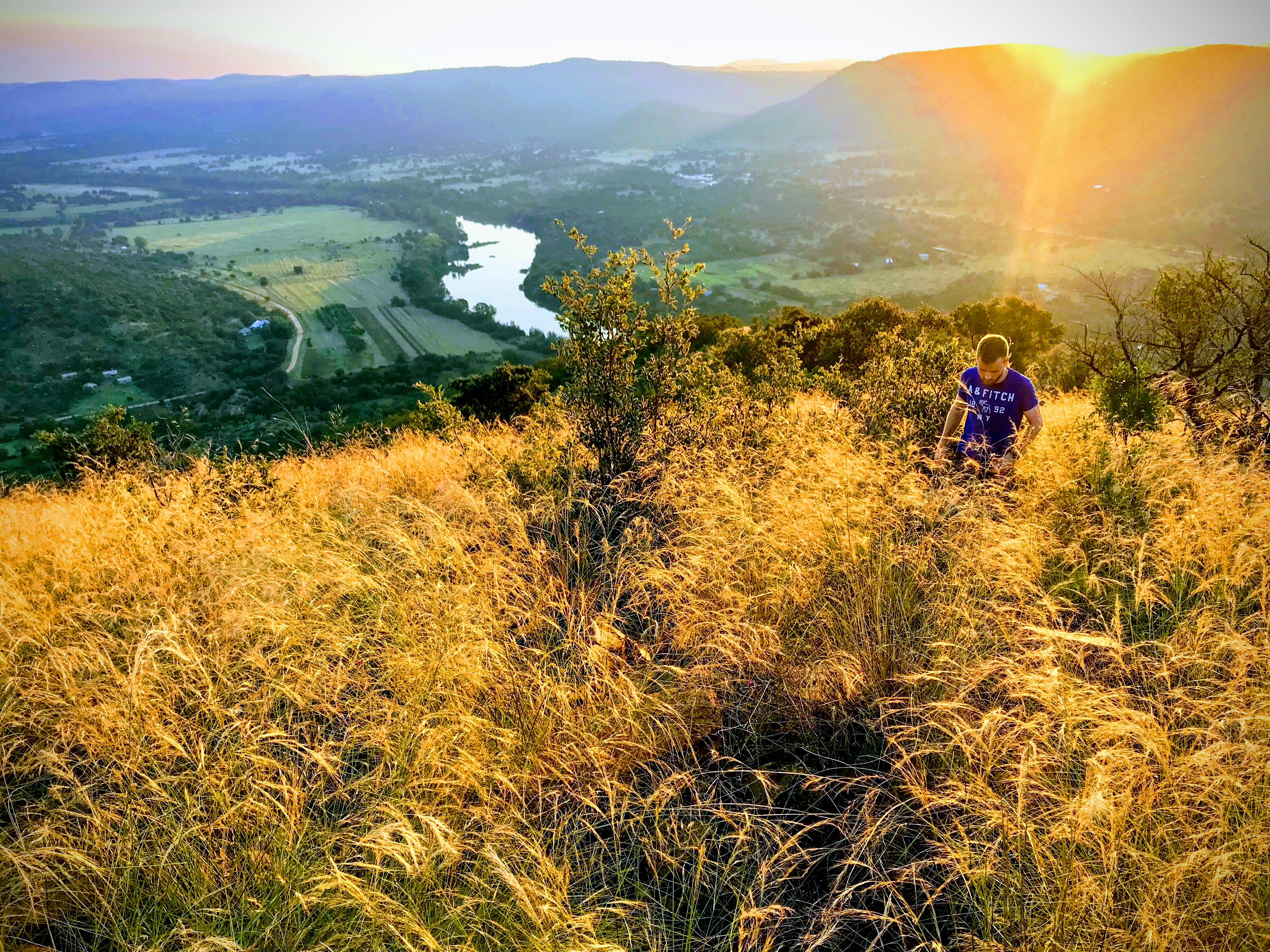
La vue depuis le sommet Aasvoëlkop au cœur du cratère, avec à droite la rivière Vaal et Venterskroon.

L'astéroïde tombé à Vredefort est l'un des plus importants (connu par ses traces directes) à avoir jamais heurté la Terre. Son diamètre est estimé à 10-15 kilomètres. Le cratère a un diamètre d'approximativement 300 kilomètres, plus grand que les 250 kilomètres du bassin de Sudbury et les 170 kilomètres du cratère de Chicxulub. Il est estimé vieux d'un peu plus de 2 milliards d'années et date donc de l'ère paléoprotérozoïque. C'était le plus vieux cratère d'impact sur Terre jusqu'à la découverte d'un cratère à Maniitsoq, au Groenland, âgé de 3 milliards d’années (ère du Mésoarchéen) et dont le diamètre initial devait dépasser les 500 km.

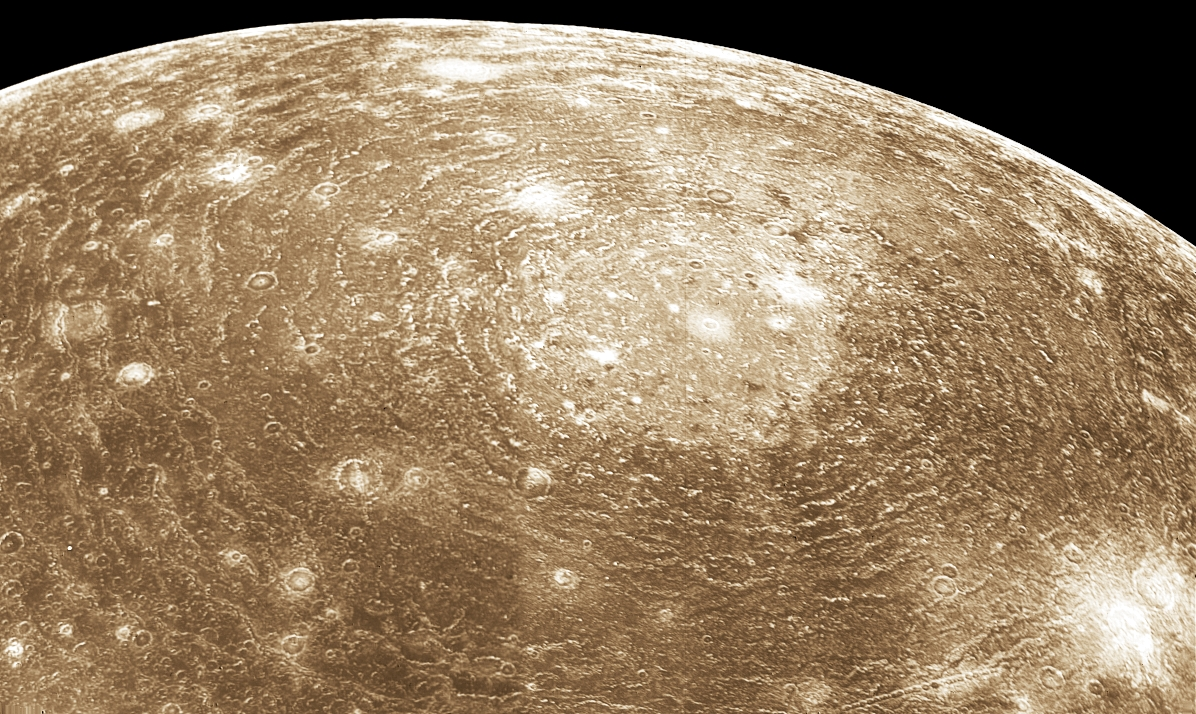
Cratère à anneaux multiples de Valhalla sur Callisto, une lune de Jupiter.

Vredefort (27° 00′ S, 27° 30′ E) est l'un des rares cratères à anneaux multiples terrestres, alors que ceux-ci sont fréquents sur d'autres planètes ou satellites, dont la Lune. Le temps et les évolutions géologiques, telles l'érosion et la tectonique des plaques, ont en effet généralement détruit ce type de cratères.
On a d'abord pensé que le dôme au centre du cratère avait une origine volcanique, mais Boon et Albritton en 1936 et 1937 ont suggéré une origine due à un impact, qui fut confirmée par Daly en 1947. Les technologies modernes ont permis de prouver définitivement l'origine impactite après les travaux d'un grand nombre de scientifiques entre 1961 et 1995.